# 페르가나주
페르가나주(우즈베크어: Farg‘ona viloyati, 러시아어: Ферганский вилоят)는 우즈베키스탄의 행정 구역으로, 우즈베키스탄 동부 페르가나 분지 남부와 우즈베키스탄 최동단에 위치하고 있으며 나망간 주와 안디잔 주와 인접해 있다.
페르가나 주는 15개 구로 구성되어 있으며 주도는 페르가나(인구 214,000명)이다. 주요 도시로 베샤리크, 함자, 코칸트, 쿠바, 쿠바사이, 마르길란, 리슈단이 있다.
페르가나 주의 기후는 전형적인 대륙성 기후를 띠며 페르가나 주의 대표적인 경제 활동은 산업과 농업이다.우즈베키스탄의 공업 도시로서 많은 자동차 관련 산업이 발달되어 있으며 대표적인 농산물로 관개 농업을 통해 생산된 목화, 원예 식물, 포도주가 있지만 양잠업과 축산업도 활발하다.
페르가나 주에서는 석유, 점토 등 천연 자원이 생산되며 공업은 주로 자동차 산업,석유 정제와 비료, 화학 제품, 명주, 직물 생산 등을 중심으로 발전하고 있다. 우즈베키스탄의 전통적인 수공업 제품인 도자기가 이 곳에서 생산된다.

## 자매 도시
- 대한민국 용인시 (2008)